# Efeber
Efeber (gr. έφηβοι ɔ: ynglinge) kaldtes i
oldtidens Athen de to yngste årgange (18-19 år gamle) 
af de værnepligtige borgere. 
Efter indskrivningen i demoslisterne aflagde efeberne soldatereden i
Aglauros’ helligdom.  
De blev indøvet i våbenbrug, drev gymnastiske øvelser og
forrettede vagttjeneste i forterne på landets
grænser. 10 sofronister førte tilsyn med dem;
i øvrigt sorterede de som en afdeling af hæren
under strategerne. 
Efeberne havde ikke ganske
samme rettigheder og pligter som det øvrige
borgerskab. De var personlig myndige, men kunne
dog kun med visse indskrænkninger udføre
retslige handlinger, de var fri for skatter og
kaldtes kun i nødsfald til krigstjeneste uden for Attika. 
Denne ældste form af efebvæsenet
kendes kun af enkelte notitser i den antikke litteratur. 
Fra slutningen af 4. århundrede f.Kr., da
Athens rolle som militærstat var forbi,
indtrådte der store forandringer i efebernes stilling.
De dannede fra nu af kun formelt et militært
korps og indtrædelsen deri blev frivillig. Fra den
tid var efeberne i grunden kun et selskab af unge
mænd af velhavende forældre, der blev uddannet
i fællesskab under et vist tilsyn fra statens
side. Der blev lagt mere vægt på gymnastik end
på våbenbrug; ved siden heraf studerede efeberne
filosofi, veltalenhed, litteratur og musik. Også
fremmede unge mænd, der for deres studiers skyld
søgte til Athen, kunne blive optaget blandt efeberne.
Tilsynet førtes af kosmeten, en embedsmand
der udvalgtes offentlig for et år.
Gymnastikundervisningen blev ledet af paidotriben, hvis
stilling i kejsertiden var livsvarig. Også i
den senere tid dannede efeberne en sluttet
organisation, der har efterladt sig et stort antal
aktstykker, indhugget på marmortavler og andre
mindesmærker. De var opdelt i forskellige klasser
og grupper, valgt blandt deres egen kreds
"archonter" og andre embedsmænd til at lede deres
affærer og figurerede ved den offentlige
gudsdyrkelse, ved processioner og fester som et
særligt korps.
I flere andre græske stater fandtes i
senere tid noget tilsvarende til den attiske
efebinstitution; dog foreligger der ikke 
så fyldige efterretninger herom som i Athen.

## Galleri
| Efeber i kunsten                                                                              |
| - To brydende efeber o. 500 f.Kr. - Vagt. Fra rødfigurs-keramik - Efeb med skraber, strigilis |